# Historia de Castel Goffredo
Este artículo presenta los aspectos más destacados de la historia de la ciudad de Castel Goffredo, en Italia.

## Edad antigua

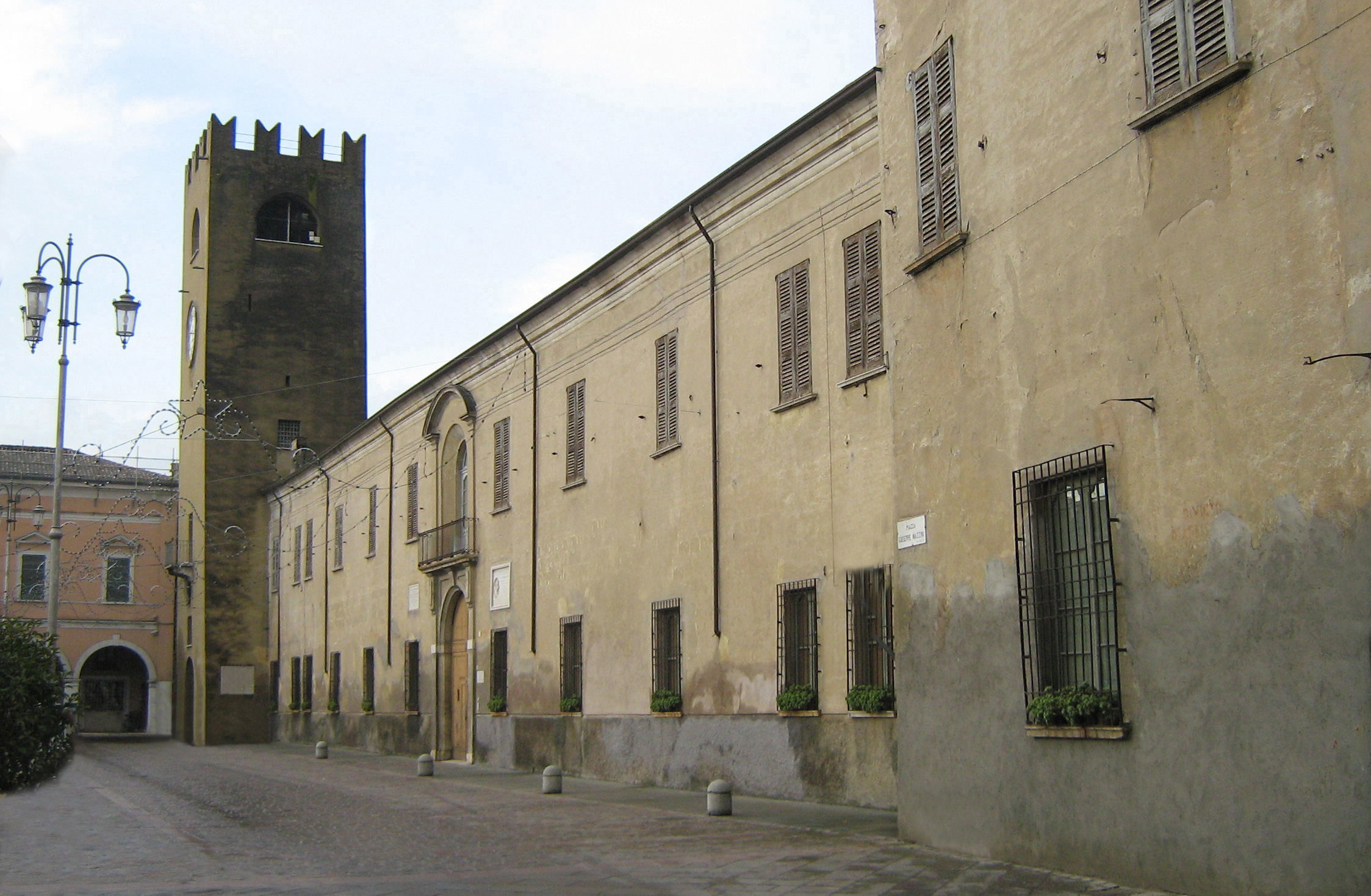
Castel Goffredo, Palacio Gonzaga-Acerbi

El territorio de Castel Goffredo hubo habitado desde la Edad del Bronce. La área hubo interesada desde la civilización etrusco, cómo testificó el hallazgo de algunos utensilios cotidianos, cómo las tazas y las jarras de agua, desde la civilización romana de siglo I, con el descubrimiento de un área votivo y de una lápida sepulcral. Esta área hubo interesada desde la centuriación de Mantova y en la  romanización del casco antiguo algunos eruditos especulan que este hubo subdividido en doce bloques y caracterizada del cardo y el decumano (decumānus), en cuya intersección hubo puesto el foro, representado hoy de la Piazza Mazzini.

## Edad medieval
La primera menciòn de Castellum Vifredi cómo aglomeración urbana se remonta a l’8 julio 1107. Entre l’800 y el 1115 Castel Goffredo perteneció al condado de Brescia (Brixiae comes), hasta 1190. Más tarde la ciudad dio el estatuto de libre pueblo y cuando Brescia no pudo ofrecer su defensa, en el 1337, prefirió ponerse debajo la protección de Mantova y de los Gonzaga. Después los alterno dominaciones  de los Visconti (1337), de los Gonzaga (de 1337 a 1348), de los Visconti (de 1348 a 1404), de los Malatesta (de 1404 a 1426), de la República de Venecia (de 1426 a 1431 y una vez más de 1439 a 1441) y una vez más de los Gonzaga (desde 1441), en el 1466 con Alessandro Gonzaga el pueblo se convirtió en feudo imperial autónomo y vio el nacimiento del Marquesado de Castel Goffredo. Durante su dominación, el pueblo hubo ampliado, hubieron erguido las seguendas murallas de la ciudad y hubo publicado los “Statuti Alessandrini”, lo que traen su nombre y se mantuvieron hasta 1796.

## Edad moderna

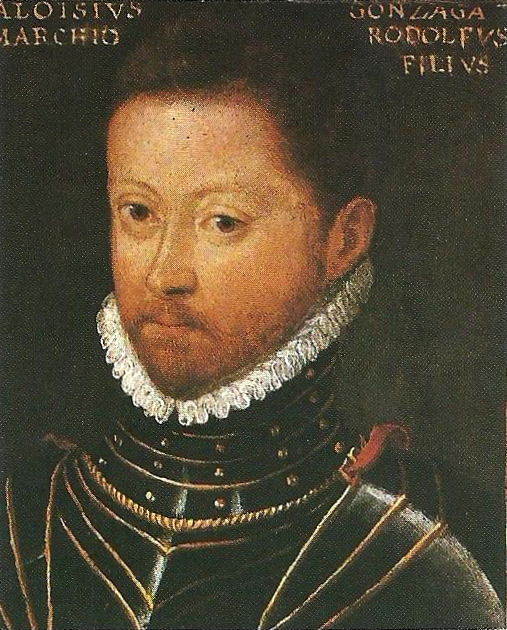
Marqués Aloisio Gonzaga

Con el marqués Aloisio Gonzaga, en el 1511, empezó la rama del los “Gonzaga de Castel Goffredo” y el pueblo se convirtió en capital de su feudo, que comprende Castiglione y Solferino. En su palacio de residencia (Palacio Gonzaga-Acerbi), creó un magnífico tribunal, frecuentado de poetas (Mateo Bandello, Lucrezia Gonzaga y Pietro Aretino), artistas, diplomáticos (Cesare Fregoso) y embajadores (Antonio Rincon). En 1516 transitó en Castel Goffredo y recibió l’emperador Maximiliano I de Habsburgo que insiguió las tropas francesa. Otro emperador, Carlos I de España, hubo invitado de Aloisio Gonzaga en el 28 junio 1543 y obtuvo las llaves de la ciudad. El marqués Aloisio podría haber comisionado una serie de frescos de su residencia a la escuela de Giulio Romano: se queda en la logia del palacio un importante testimonio pictórico de este período. Aloisio Gonzaga se murió el 19 julio 1549, su sucesión hubo difícil. Lo sucedió el primogénito Alfonso Gonzaga lo que gobernó la ciudad desde 1549 hasta el 1592 y hubo matado en Corte Gambaredolo para razónes hereditarios de sicarios del nieto Rodolfo Gonzaga (1569-1593), hermano de Luis Gonzaga el santo. Rodolfo tomó el control de la fortaleza y reinó con el terror en Castel Goffredo. La gente de Castel Goffredo no aceptó los abusos y organizó una trama la que trajo a matar al marqués Rodolfo en el 3 enero 1593, mientras fue al servicio religioso en la iglesia de Sant’Erasmo. Con suya muerte, sin hijos masculinos, se acabó también la historia de la localidad como feudo autónomo de los Gonzaga y el pequeño señorío de los “Gonzaga de Castel Goffredo”.
Después una larga disputa a la corte imperial de Rodolfo II del Sacro Imperio Romano Germánico entre el tercero marqués de Castiglione Francesco Gonzaga (1577-1616) y el duque de Mantova Vicente I Gonzaga, en la que intervenìa en el 1602 como embajador, sin resultado, Lorenzo de Brindis, la ciudad hubo definitivamente unida para decreto imperial en el 1603 al Ducado de Mantua hasta el 1707, cuándo el último de los Gonzaga, el duque Carlos III de Gonzaga-Nevers, hubo depuesto da el emperador José I de Habsburgo y forzado al exilio.
El dominio austriaco determinò la ocupación de la ciudad y requisar los almacénes de provisiones, y entre el 1705 y el 1706 los soldados austriacos saquearon Castel Goffredo, tomando como rehén los residentes. En el 1796 Napoleón Bonaparte rechazó los austriacos sobre el Río Mincio y en el 1797 l’Austria renunció a la Lombardia para los francés. En el 13 de mayo del mismo año, Castel Goffredo hubo ocupada da los francés.

## Edad contemporánea

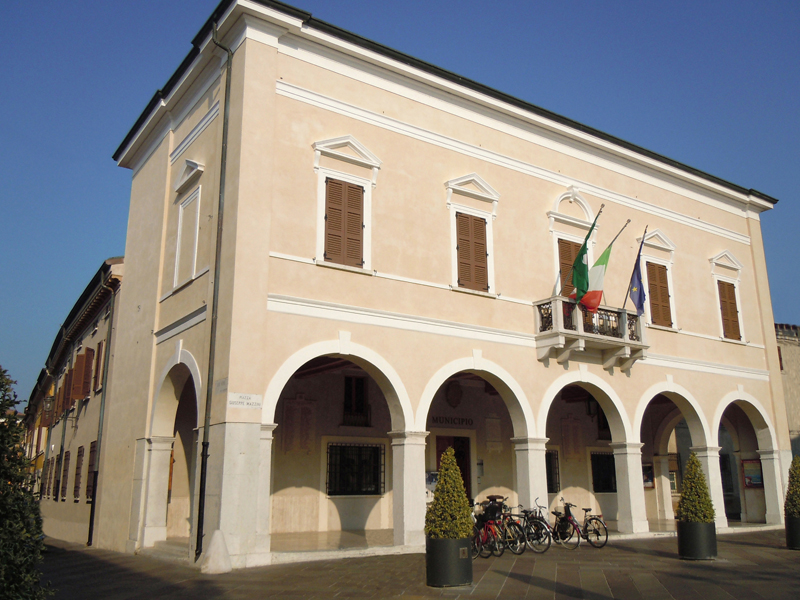
Palacio Municipal de Castel Goffredo

Siguieron los gobiernos austriacos en el 1799, francés entre 1801 y 1814, y todavía los austriacos hasta el 1866. En el 1848 Castel Goffredo fue el centro de conspiración contra los austriacos del Alto Mantovano y contó la presencia de muchos patriotas, conducidos desde Giovanni Acerbi, lo que se convirtió en intendente general de la Expedición de los Mil de Giuseppe Garibaldi. La conspiración hubo descubierta y volvió famoso como los Mártires de Belfiore.
En el 1859, tras la batalla de Solferino, el pueblo hubo unido en el Reino de Cerdeña y en el 1861 se convirtió en parte del Reino de Italia. En el 1871 hubo fundada la “Sociedad de ayuda mutua” (Società di Mutuo Soccorso), la que tenía en el 1900 trescientos accionistas. 
El 1925 marcó la recuperación económica y industrial de Castel Goffredo: abrió la primera calcetería, el "NO.E.MI.", destinado a escribir la historia de la industrialización de l’área. En el 19 septiembre 1926 en Castel Goffredo hubo asesinado da los fascistas el maestro católico Anselmo Cessi.
Después la Segunda Guerra Mundial, Castel Goffredo vio un gran desarrollo económico y volvió un centro industrial de primera importancia para la industria textil, gracias la producción de medias (medias calzas), pantimedias e hilo para medias.